# Buisvoltmeter
Een Buisvoltmeter is een voltmeter waarvan het ingangscircuit zeer hoogohmig gemaakt is door toepassing van elektronenbuizen. De uitlezing gebeurt net zoals bij een 'gewone' voltmeter doorgaans met een draaispoelmeter. Voor de opkomst van de transistor was de buisvoltmeter het aangewezen instrument om in betrekkelijk hoogohmige elektrische circuits te kunnen meten zonder dat de meting het resultaat significant beïnvloedde.